# Tour de France 1981
68. Tour de France rozpoczął się 25 czerwca w Nicei, a zakończył się 19 lipca w Paryżu. Wyścig składał się z prologu i 22 etapów. Cała trasa liczyła 3765 km.
Klasyfikację generalną wygrał po raz trzeci w karierze Francuz Bernard Hinault, wyprzedzając Belga Luciena Van Impe i swego rodaka Roberta Albana. Klasyfikację punktową i sprinterską wygrał Freddy Maertens, górską Van Impe, a młodzieżową Holender Peter Winnen. Najaktywniejszym kolarzem został Hinault. W obu klasyfikacjach drużynowych najlepsza była francuska Peugeot.
Podczas 16. etapu Francuz Claude Vincendeau nie stawił się na kontroli dopingowej, co potraktowano jak wynik pozytywny.

## Drużyny
W tej edycji TdF wzięło udział 15 drużyn:
- Ti Raleigh-Creda
- Peugeot-Esso-Michelin
- Miko-Mercier-Vivagel
- Wickes-Splendor-Europ decor
- Sem-France Loire-Campagnolo
- La Redoute-Motobecane
- Capri Sonne-Koga Miyata
- Puch-Wolber-Campagnolo
- Boston-Mavic
- Teka
- DAF Trucks-Côte d’Or-Gazelle
- Kelme
- Sunair-Sport 80-Colnago
- Renault-Elf-Gitane
- Vermeer-Thijs-Gios

## Etapy
| P   | 25 czerwca | Nicea                                       | ITT 5,8 km    | Bernard Hinault     | Bernard Hinault  |               |               |
| 1A  | 26 czerwca | Nicea                                       | 97,0 km       | Freddy Maertens     | Bernard Hinault  |               |               |
| 1B  | 26 czerwca | Nicea                                       | TTT 40,0 km   | Raleigh             | Gerrie Knetemann |               |               |
| 2   | 27 czerwca | Nicea – Martigues                           | 254,0 km      | Johan van der Velde | Gerrie Knetemann |               |               |
| 3   | 28 czerwca | Martigues – Narbona                         | 232,0 km      | Freddy Maertens     | Gerrie Knetemann |               |               |
| 4   | 29 czerwca | Narbona – Carcassonne                       | TTT 77,2 km   | Raleigh             | Gerrie Knetemann |               |               |
| 5   | 30 czerwca | Saint-Gaudens – Saint-Lary-Soulan           | 117,5 km      | Lucien Van Impe     | Phil Anderson    |               |               |
| 6   | 1 lipca    | Nay – Pau                                   | ITT 26,7 km   | Bernard Hinault     | Bernard Hinault  |               |               |
| 7   | 2 lipca    | Pau – Bordeaux                              | 227,0 km      | Urs Freuler         | Bernard Hinault  |               |               |
| 8   | 3 lipca    | Rochefort – Nantes                          | 182,0 km      | Ad Wijnands         | Bernard Hinault  |               |               |
|     | 4 lipca    | Dzień przerwy                               | Dzień przerwy | Dzień przerwy       | Dzień przerwy    | Dzień przerwy | Dzień przerwy |
| 9   | 5 lipca    | Nantes – Le Mans                            | 196,5 km      | René Martens        | Bernard Hinault  |               |               |
| 10  | 6 lipca    | Le Mans – Aulnay-sous-Bois                  | 264,0 km      | Ad Wijnands         | Bernard Hinault  |               |               |
| 11  | 7 lipca    | Compiègne – Roubaix                         | 245,0 km      | Daniel Willems      | Bernard Hinault  |               |               |
| 12A | 8 lipca    | Roubaix – Bruksela                          | 107,3 km      | Freddy Maertens     | Bernard Hinault  |               |               |
| 12B | 8 lipca    | Bruksela – Zolder                           | 137,8 km      | Eddy Planckaert     | Bernard Hinault  |               |               |
| 13  | 9 lipca    | Beringen – Hasselt                          | 157,0 km      | Freddy Maertens     | Bernard Hinault  |               |               |
| 14  | 10 lipca   | Miluza                                      | ITT 38,5 km   | Bernard Hinault     | Bernard Hinault  |               |               |
| 15  | 11 lipca   | Besançon – Thonon-les-Bains                 | 231,0 km      | Sean Kelly          | Bernard Hinault  |               |               |
| 16  | 12 lipca   | Thonon-les-Bains – Morzine                  | 199,5 km      | Robert Alban        | Bernard Hinault  |               |               |
|     | 13 lipca   | Dzień przerwy                               | Dzień przerwy | Dzień przerwy       | Dzień przerwy    | Dzień przerwy | Dzień przerwy |
| 17  | 14 lipca   | Morzine – L’Alpe d’Huez                     | 230,5 km      | Peter Winnen        | Bernard Hinault  |               |               |
| 18  | 15 lipca   | Le Bourg-d’Oisans – Les Sept Laux           | 131,0 km      | Bernard Hinault     | Bernard Hinault  |               |               |
| 19  | 16 lipca   | Veurey – Saint-Priest                       | 119,0 km      | Daniel Willems      | Bernard Hinault  |               |               |
| 20  | 17 lipca   | Saint-Priest                                | ITT 46,5 km   | Bernard Hinault     | Bernard Hinault  |               |               |
| 21  | 18 lipca   | Auxerre – Fontenay-sous-Bois                | 207,0 km      | Johan van der Velde | Bernard Hinault  |               |               |
| 22  | 19 lipca   | Fontenay-sous-Bois – Paryż (Champs-Élysées) | 183,3 km      | Freddy Maertens     | Bernard Hinault  |               |               |

## Klasyfikacje końcowe

### Klasyfikacja generalna
| Pozycja | Zawodnik             | Drużyna     | Czas         |
| ------- | -------------------- | ----------- | ------------ |
| 1.      | Bernard Hinault      | Renault     | 96 h 19' 38" |
| 2.      | Lucien Van Impe      | Boston      | +14' 34"     |
| 3.      | Robert Alban         | La Redoute  | +17' 04"     |
| 4.      | Joop Zoetemelk       | Raleigh     | +18' 21"     |
| 5.      | Peter Winnen         | Capri Sonne | +20' 26"     |
| 6.      | Jean-René Bernaudeau | Peugeot     | +23' 02"     |
| 7.      | Johan De Muynck      | Splendor    | +24' 25"     |
| 8.      | Sven-Åke Nilsson     | Splendor    | +24' 37"     |
| 9.      | Claude Criquielion   | Splendor    | +26' 18"     |
| 10.     | Phil Anderson        | Peugeot     | +27' 00"     |

### Klasyfikacja punktowa
| Pozycja | Zawodnik         | Drużyna     | Punkty |
| ------- | ---------------- | ----------- | ------ |
| 1.      | Freddy Maertens  | Sunair      | 428    |
| 2.      | William Tackaert | DAF         | 222    |
| 3.      | Bernard Hinault  | Renault     | 184    |
| 4.      | Alfons De Wolf   | Vermeer     | 152    |
| 5.      | Rudy Pevenage    | Capri Sonne | 147    |

### Klasyfikacja górska
| Pozycja | Zawodnik             | Drużyna    | Punkty |
| ------- | -------------------- | ---------- | ------ |
| 1.      | Lucien Van Impe      | Boston     | 284    |
| 2.      | Bernard Hinault      | Renault    | 222    |
| 3.      | Jean-René Bernaudeau | Peugeot    | 168    |
| 4.      | Robert Alban         | La Redoute | 134    |
| 5.      | Sven-Åke Nilsson     | Splendor   | 95     |

### Klasyfikacja młodzieżowa
| Pozycja | Zawodnik                | Drużyna     | Czas         |
| ------- | ----------------------- | ----------- | ------------ |
| 1.      | Peter Winnen            | Capri Sonne | 96 h 40' 04" |
| 2.      | Claude Criquielion      | Splendor    | +5′ 52"      |
| 3.      | Phil Anderson           | Peugeot     | +6' 34"      |
| 4.      | Jean-François Rodriguez | Renault     | +18' 06"     |
| 5.      | Graham Jones            | Peugeot     | +20' 40"     |

### Klasyfikacja sprinterska
| Pozycja | Zawodnik         | Drużyna    | Punkty |
| ------- | ---------------- | ---------- | ------ |
| 1.      | Freddy Maertens  | Sunair     | 131    |
| 2.      | William Tackaert | DAF        | 106    |
| 3.      | Bernard Hinault  | Renault    | 61     |
| 4.      | Yvon Bertin      | Renault    | 51     |
| 5.      | Pierre Bazzo     | La Redoute | 45     |

### Klasyfikacja drużynowa
| Pozycja | Drużyna     | Czas          |
| ------- | ----------- | ------------- |
| 1.      | Peugeot     | 399 h 30' 24" |
| 2.      | Renault     | +11' 20"      |
| 3.      | Capri-Sonne | +26' 46"      |
| 4.      | La Redoute  | +42' 49"      |
| 5.      | Sem         | +45' 53"      |